# Koniczyna złocistożółta
Koniczyna złocistożółta (Trifolium aureum Pollich.) – gatunek rośliny wieloletniej z rodziny bobowatych. Występuje w Europie, z wyjątkiem jej północnych i zachodnim krańców, oraz w zachodniej Azji po Iran i środkową Syberię. jako gatunek introdukowany obecny jest we wschodniej Azji, w Ameryce Północnej, w południowej części Ameryki Południowej oraz w Nowej Zelandii. W Polsce gatunek jest rozpowszechniony, częściej spotykany na obszarach górskich i w pasie wyżyn.

## Morfologia

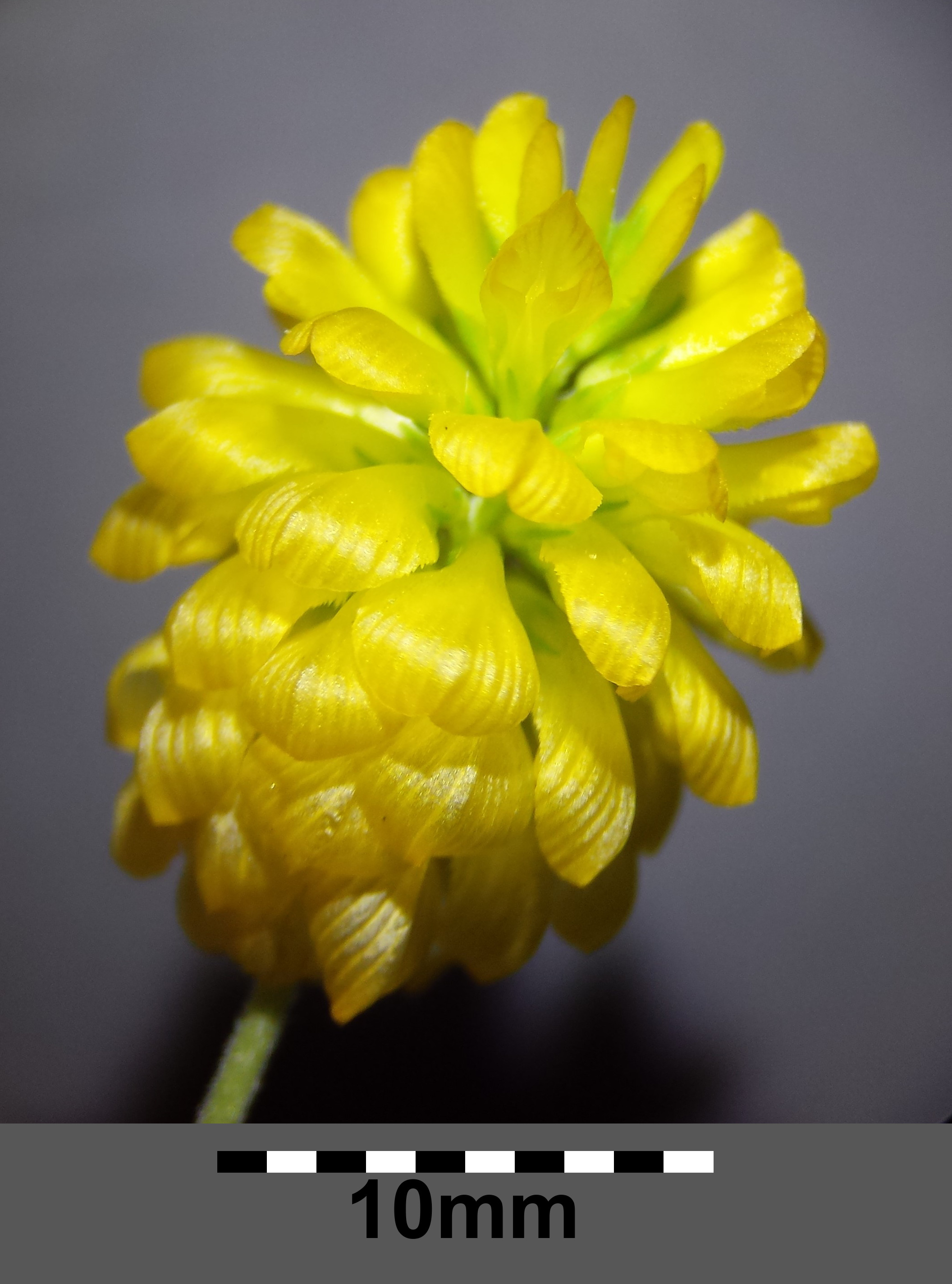
Kwiatostan

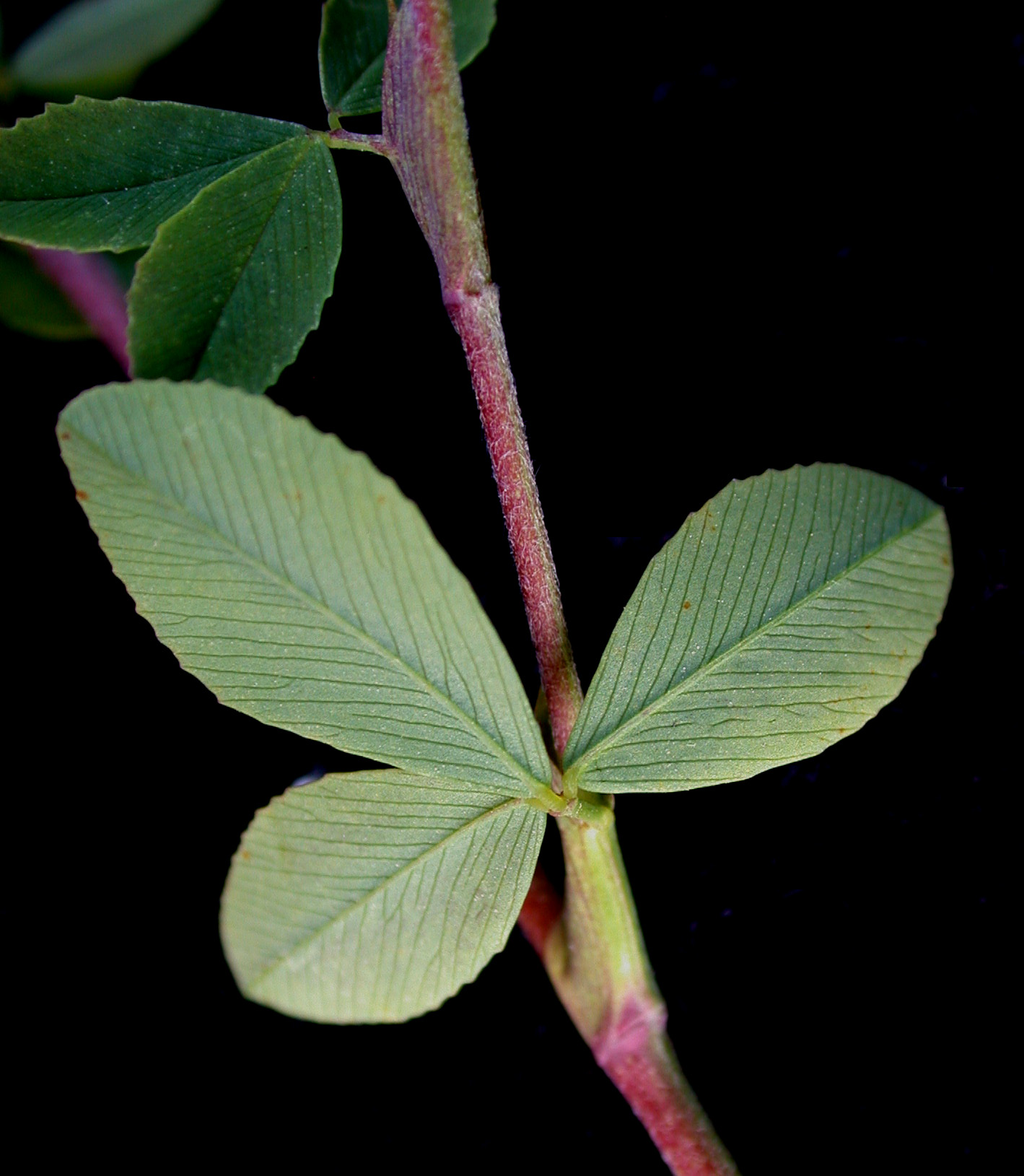
Liść z siedzącym listkiem środkowym

ŁodygaWzniesiona, o wysokości 15–40 (wyjątkowo do 70) cm.
LiścieTrzylistkowe, długoogonkowe, kształt liścia zmienny od podłużnie lancetowatego do odwrotnie jajowatych, długość listka wynosi około 15–25 mm, a szerokość 6–9 mm.
KwiatyKwiatostan główkowaty, główki owalne, kwitnie od lipca do sierpnia. Długości od 1,2 do 2 cm i około 1,3 cm szerokości, bezwonne, barwy złocistożółtej w czasie kwitnienia, a po przekwitnięciu brunatny lub żółtobrunatny.